# 刘晓原
刘晓原（1964年9月26日—），生于江西省吉安市，曾任北京锋锐律师事务所律师，人权律师，长期为弱势群体提供法律援助和咨询。

## 生平
1964年出生于江西省吉安市。1982年-2004年，任江西省遂川县人民政府公务员，期间参加江西广播电视大学、北京师范大学继续教育学院学习。2000年考取律师资格。2004年，到北京市忆通律师事务所从事律师。
2008年，获德国之声国际博客大赛最佳中文博客奖。
2009年，亿通律师事务曾遭北京市海淀区司法局处以暂停营业六个月。到北京市旗鉴律师事务所担任主任、律师。
2009年9月，应邀到香港、台湾访问，与司法机关及律师进行交流。
2010年5月，应美国驻华大使馆邀请，参加国际访问学者计划，对美国司法机关进行考察。
2010年11月28日，受邀赴日本参加学术活动，但在北京首都国际机场遭遇边检人员阻拦，理由是“出境会危害到国家安全”。
2011年3月，应日本早稻田大学邀请，到日本访问并与日本律师进行学术交流。
2011年4月3日，因在网上发帖寻找在茉莉花事件中被失踪的上海律师李天天，被警察以涉嫌寻衅滋事罪传唤十个小时。
2011年4月14日，因写文章质疑公安机关非法关押艾未未，被北京国保秘密关押五天，期间遭到脱衣检查和殴打。4月19日被释放。
2011年12月，被中国第一家实名制博客博联社评为2011年度十大博客。

## 主要代理的维权案件
1. 河北省定州市农民李志平死刑申诉案。
2. 代理并质疑上海杨佳案，2008年。
3. 福建省范燕琼、游精佑和吴华英等福建网民案诽谤案，2009年。
4. 四川省异见人士左晓环被控煽动颠覆国家政权案。
5. 湖北省异见人士高纯练被控煽动颠覆国家政权案。
6. 北京市维权人士王荔蕻被控聚众扰乱交通秩序案，2011年。
7. 天津市维权人士李英贵被控妨害公务案。
8. 天津市维权人士高相林被控聚众扰乱交通秩序案。
9. 河南省维权人士吕皇银被控妨害公务案。
10. 浙江省维权人士杨云彪被控破坏生产经营案。
11. 福建维权人士李祥谋被控组织他人偷越国边境案。
12. 福建省维权人士纪斯尊被控伪造国家公文印章案。
13. 福建省维权人士吕江波被控妨害公务案。
14. 贵州省农民何胜凯杀法警案。[2]
15. 山东省维权记者齐崇怀敲诈勒索案 （页面存档备份，存于）。
16. 为2013年首都机场爆炸事件的当事人冀中星提供法律援助。[3]

## 近况
- 2011年4月2日下午4时40分，即在艺术家艾未未被带走的当天，刘晓原也被两名公安从朝阳区家中带至潘家园派出所「谈话」。至午夜时分，公安向他出示传唤书，上写明因他在腾讯QQ群、博客上发帖寻找上海律师李天天[a]，「涉嫌寻衅滋事」，凌晨3时获得释放[4]。
- 2011年4月14日晚，刘晓原被北京市公安局秘密带走，至到2011年4月19日晚才恢复自由。
- 連續兩年被不予通過律師「年檢」而無法執業。2012年6月份，他被有關方面勸離北京，回到江西吉安老家。9月12日，他為解決年檢問題到北京。9月18日下午5時28分，收到威胁短信“趕緊回家吧，有人要弄死你。”[5]。
- 2012年，由于所在的北京旗鉴律师事务所在北京市司法局的年度考核中不被通过，被迫解散，2012年加入锋锐律师事务所。
- 为北京首都机场冀中星爆炸案提供法律援助。